# Sales ternarias

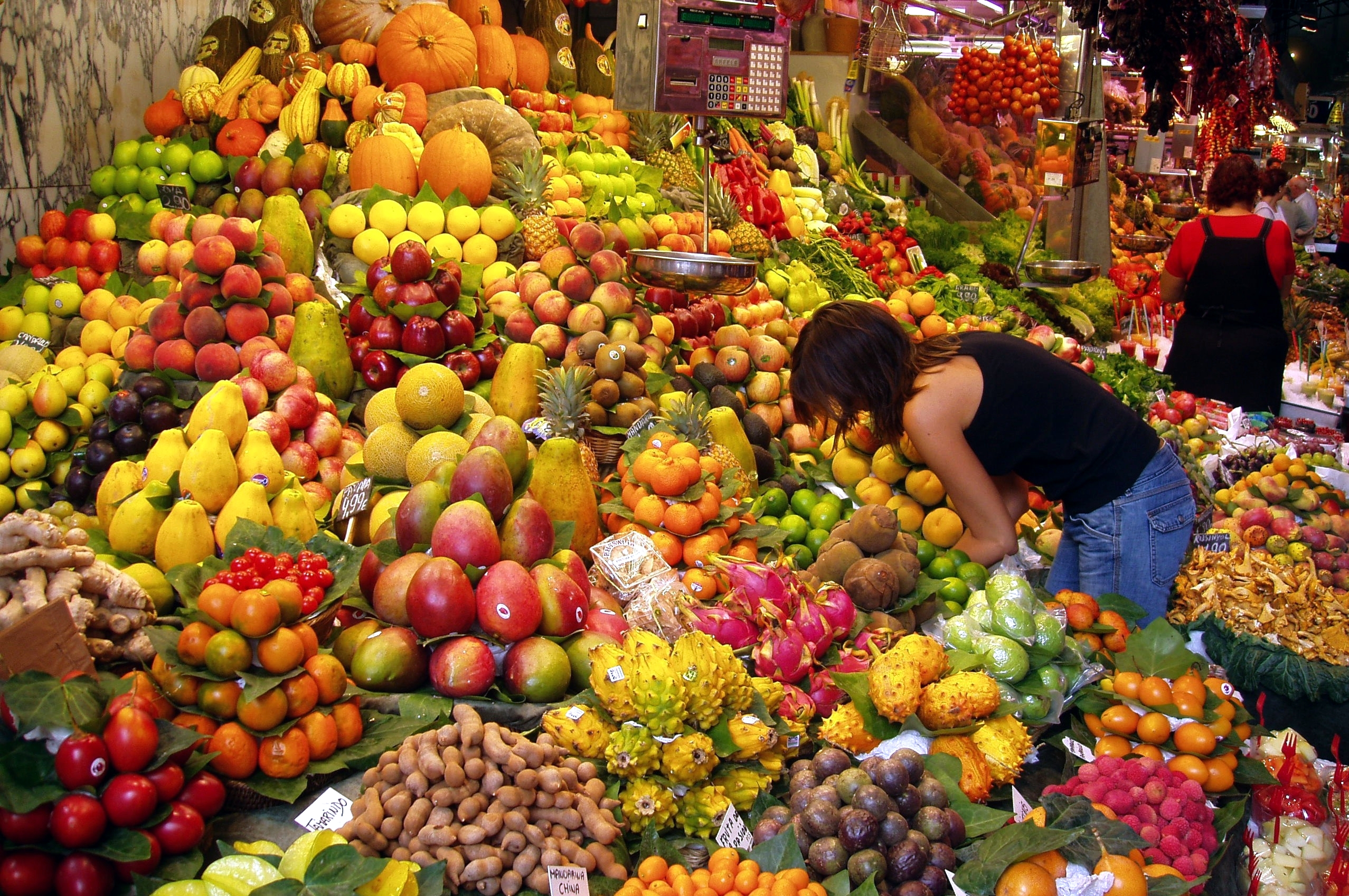
Las sales ternarias enriquecen los alimentos.

Las sales ternarias son compuestos iónicos de tres elementos que derivan de la sustitución de un hidrógeno por otro catión en los ácidos ternarios. Ordinariamente, los elementos de estas sales son: un metal, un no metal y oxígeno. Entonces, pueden considerarse como “sales oxigenadas”.
Las fórmulas químicas de las sales ternarias conservan el anión de su ácido ternario precursor (oxoácido), cambiando el H+ por un catión metálico o por el ion amonio (NH4+). En otras palabras, en un oxoácido con fórmula simple HAO, su sal ternaria tendrá por fórmula MAO.
Un ejemplo aclaratorio es en el caso de la sustitución de los dos protones ácidos del H2SO4 (ácido sulfúrico) por el catión Cu2+. Debido a que cada protón suma una carga de +1, los dos protones equivalen a la carga de +2 del ion de cobre. Queda entonces CuSO4, cuya nomenclatura correspondiente es sulfato de cobre (II) o sulfato cúprico.
En la química de las sales ternarias, sus propiedades y nombres dependen de la naturaleza de los cationes y aniones que conforman el sólido iónico.